# L'ultima volta insieme
L'ultima volta insieme  è un film italiano del 1981 diretto da Ninì Grassia, che ha curato anche la produzione e la sceneggiatura.

## Trama
Un giudice di Napoli, Luigi Antonelli, raccomanda il figlio Paolo all'amico avvocato De Falco. La madre di Paolo, Vittoria, ha lasciato la famiglia molto tempo fa e si è unita al boss Armando Cantalamessa, ma il giovane la crede morta.
L'avvocato indaga sul racket e sulla camorra e riceve il mandato di difendere una donna accusata di omicidio: si tratta proprio di sua madre, la quale in un momento d'ira ha accidentalmente ucciso Cantalamessa (dopo che lui ha ucciso un suo uomo per impedire di uccidere Paolo e Luigi).

## Produzione
Il film è prodotto dalla casa Proposta Cinematografica  insieme allo stesso Ninì Grassia. Il film è stato girato a Napoli, a Battipaglia e Pontecagnano in provincia di Salerno, Capriolo e Rovato in provincia di Brescia.